# NGC 6582/1
NGC 6582/1 је елиптична галаксија у сазвежђу Херкул која се налази на NGC листи објеката дубоког неба.
Деклинација објекта је + 49° 54' 41" а ректасцензија 18h 11m 1,8s. Привидна величина (магнитуда) објекта NGC 6582 износи 13,9 а фотографска магнитуда 14,9. NGC 65821 је још познат и под ознакама UGC 11146, MCG 8-33-29, CGCG 254-23, KCPG 531A, VV 818, PGC 61510.